# Фильмография Леонардо Ди Каприо

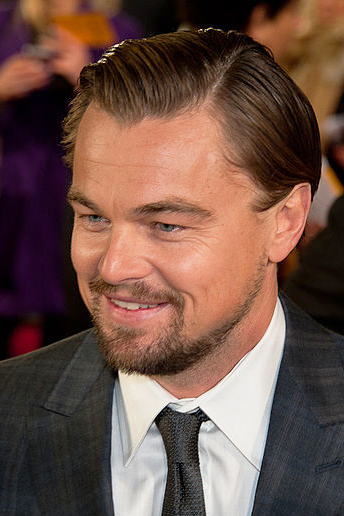
Леонардо Ди Каприо на британской премьере фильма «Волк с Уолл-стрит» в 2014 году

Леонардо Ди Каприо начинал свою актёрскую карьеру с эпизодических ролей в телесериалах «Новые приключения Лесси» (1989) и «Санта-Барбара» (1990), а также полноценных ролей в комедийно-драматическом телесериале «Родители» (1990) и ситкоме «Проблемы роста» (1991). В 1993 году Ди Каприо сыграл Тобиаса «Тоби» Вольффа в биографической драме о детстве «Жизнь этого парня», где его партнёром был Роберт Де Ниро. В том же году он исполнил второстепенную роль мальчика с ограниченными возможностями развития Арни Грейпа в фильме «Что гложет Гилберта Грейпа», которая принесла ему номинации на премию «Оскар» за лучшую мужскую роль второго плана и премию «Золотой глобус» лучшему актёру второго плана в кинофильме. В 1995 году Ди Каприо воплотил на экране образы американского писателя Джима Кэрролла в «Дневнике баскетболиста» и французского поэта Артюра Рембо в «Полном затмении». Обе эти роли были главными. В следующем году он сыграл Ромео Монтекки в фильме База Лурмана «Ромео + Джульетта». В 1997 году Ди Каприо снялся вместе с Кейт Уинслет в фильме Джеймса Кэмерона «Титаник» (1997). Фильм на тот момент стал самым кассовым в истории мирового проката и сделал актёра всемирно известным. Роль Джека Доусона в этой картине принесла ему кинонаграду MTV за лучшую мужскую роль и первую для него номинацию на премию «Золотой глобус» за лучшую мужскую роль в драме.
В 2002 году Ди Каприо исполнил роль мошенника Фрэнка Абигнейла-младшего в биографической криминальной драме Стивена Спилберга «Поймай меня, если сможешь», где его партнёром выступил Том Хэнкс, а также снялся в исторической драме Мартина Скорсезе «Банды Нью-Йорка». В 2004 году Ди Каприо основал собственную продюсерскую компанию Appian Way Productions. Далее он снялся в двух картинах Мартина Скорсезе подряд — в биографическом фильме о Говарде Хьюзе «Авиатор» (2004) и криминальной драме «Отступники» (2006). Роль Хьюза была отмечена премией «Золотой глобус» за лучшую мужскую роль в драме, а также первой номинации Ди Каприо на премию Оскар за лучшую мужскую роль.
В 2007 году Ди Каприо продюсировал экологический документальный фильм «Одиннадцатый час» и комедийную драму «Садовник Эдема». В следующем году он вновь снялся вместе с Кейт Уинслет, в драме Сэма Мендеса «Дорога перемен», а также сыграл в боевике Ридли Скотта «Совокупность лжи». В 2010 году Ди Каприо в очередной раз исполнил роль в картине Скорсезе — в психологическом триллере «Остров проклятых», а также снялся в научно-фантастическом триллере Кристофера Нолана «Начало». В 2011 году актёр воплотил на экране образ Джона Эдгара Гувера, первого директора ФБР, в биографическом фильме «Дж. Эдгар». В следующем году он исполнил второстепенную роль в вестерне Квентина Тарантино «Джанго освобожденный». В 2013 году Ди Каприо снялся в двух экранизациях романов: в роли Джея Гэтсби в экранизации романа Фрэнсиса Скотта Фицджеральда «Великий Гэтсби», а также в роли Джордана Белфорта в «Волке с Уолл-стрит», экранизации одноимённых мемуаров Белфорта. Вторая работа принесла ему третью номинацию на премию Оскар за лучшую мужскую роль и премию «Золотой глобус» за лучшую мужскую роль в мюзикле или комедии. В 2015 году Ди Каприо сыграл охотника за мехами Хью Гласса в драме о выживании «Выживший», за которую получил премию «Оскар» за лучшую мужскую роль.

## Кино

### Актёр
| Год  | Русское название                | Оригинальное название               | Роль                          | Примечания                     | Ссылки        |
| ---- | ------------------------------- | ----------------------------------- | ----------------------------- | ------------------------------ | ------------- |
| 1991 | Зубастики 3                     | англ. The Critters 3                | Джош                          | Direct-to-video                | [ 16 ]        |
| 1993 | Жизнь этого парня               | англ. This Boy's Life               | Тобиас «Тоби» Вольффа         |                                | [ 17 ]        |
| 1993 | Что гложет Гилберта Грейпа      | англ. What's Eating Gilbert Grape   | Арнольд «Арни» Грейп          |                                | [ 18 ]        |
| 1994 | Вечеринка с выстрелами по ногам | The Foot Shooting Party             | Буд                           |                                |               |
| 1995 | Дневник баскетболиста           | англ. The Basketball Diaries        | Джим Кэрролл                  |                                | [ 19 ]        |
| 1995 | Быстрый и мёртвый               | англ. The Quick and the Dead        | Фи «Малыш» Ирод               |                                | [ 20 ]        |
| 1995 | Полное затмение                 | англ. Total Eclipse                 | Артюр Рембо                   |                                | [ 21 ]        |
| 1996 | Ромео + Джульетта               | англ. Romeo + Juliet                | Ромео Монтекки                |                                | [ 22 ]        |
| 1996 | Комната Марвина                 | англ. Marvin's Room                 | Хэнк, сын Ли                  |                                | [ 23 ]        |
| 1997 | Титаник                         | англ. Titanic                       | Джек Доусон                   |                                | [ 24 ]        |
| 1998 | Человек в железной маске        | англ. The Man in the Iron Mask      | Филипп / Людовик XIV          |                                | [ 25 ]        |
| 1998 | Знаменитость                    | англ. Celebrity                     | Брэндон Дэрроу                |                                | [ 26 ]        |
| 2000 | Пляж                            | англ. The Beach                     | Ричард                        |                                | [ 27 ]        |
| 2001 | Кафе «Донс Плам»                | англ. Don's Plum                    | Дерек                         |                                | [ 28 ]        |
| 2002 | Поймай меня, если сможешь       | англ. Catch Me If You Can           | Фрэнк Уильям Абигнейл-младший |                                | [ 29 ]        |
| 2002 | Банды Нью-Йорка                 | англ. Gangs of New York             | Амстердам Валлон              |                                | [ 30 ]        |
| 2004 | Авиатор                         | англ. The Aviator                   | Говард Хьюз                   |                                | [ 31 ]        |
| 2006 | Отступники                      | англ. The Departed                  | Билли Костиган                |                                | [ 32 ]        |
| 2006 | Кровавый алмаз                  | англ. Blood Diamond                 | Дэнни Арчер                   |                                | [ 33 ]        |
| 2007 | Одиннадцатый час                | англ. The 11th Hour                 | играет самого себя / Narrator | документальный, автор сценария | [ 34 ]        |
| 2008 | Совокупность лжи                | англ. Body of Lies                  | Роджер Феррис                 |                                | [ 35 ]        |
| 2008 | Дорога перемен                  | англ. Revolutionary Road            | Фрэнк Уилер                   |                                | [ 36 ]        |
| 2010 | Остров проклятых                | англ. Shutter Island                | Тедди Дэниелс / Эндрю Леддис  |                                | [ 37 ]        |
| 2010 | Хаббл IMAX 3D                   | англ. Hubble                        | рассказчик (закадровый голос) | документальный                 | [ 38 ]        |
| 2010 | Начало                          | англ. Inception                     | Доминик Кобб, Извлекатель     |                                | [ 39 ]        |
| 2011 | Любовь, которую мы несём        | The Love We Make                    | играет самого себя            | документальный                 |               |
| 2011 | Дж. Эдгар                       | англ. J. Edgar                      | Джон Эдгар Гувер              |                                | [ 40 ]        |
| 2012 | Джанго освобождённый            | англ. Django Unchained              | Кэлвин Кэнди                  |                                | [ 41 ]        |
| 2013 | Великий Гэтсби                  | англ. The Great Gatsby              | Джей Гэтсби                   |                                | [ 42 ]        |
| 2013 | Волк с Уолл-стрит               | англ. The Wolf of Wall Street       | Джордан Белфорт, брокер       |                                | [ 43 ]        |
| 2015 | Выживший                        | англ. The Revenant                  | Хью Гласс                     |                                | [ 44 ]        |
| 2015 | Пробы                           | англ. The Audition                  | играет самого себя            | короткометражный               | [ 45 ]        |
| 2016 | До потопа                       | англ. Before the Flood              | играет самого себя            | документальный                 | [ 46 ]        |
| 2019 | Однажды в Голливуде             | англ. Once Upon a Time in Hollywood | Рик Далтон                    |                                | [ 47 ]        |
| 2019 | Лёд в огне                      | англ. Ice on Fire                   | рассказчик (закадровый голос) | документальный                 | [ 48 ]        |
| 2021 | Эннио. Маэстро                  | Ennio                               | играет самого себя            | документальный                 |               |
| 2021 | Не смотрите наверх              | англ. Don’t Look Up                 | доктор Рэндалл Минди          |                                | [ 49 ]        |
| 2023 | Убийцы цветочной луны           | англ. Killers of the Flower Moon    | Эрнест Бёркхарт               |                                | [ 50 ] [ 51 ] |
| 2025 | Битва за битвой                 | англ. One Battle After Another      | Боб Фергюсон                  | постпродакшн                   | [ 52 ] [ 53 ] |

### Продюсер
| Год  | Русское название                                 | Оригинальное название                              | Примечания              | Ссылки        |
| ---- | ------------------------------------------------ | -------------------------------------------------- | ----------------------- | ------------- |
| 2004 | Авиатор                                          | англ. The Aviator                                  | исполнительный продюсер | [ 54 ] [ 55 ] |
| 2004 | Убить президента. Покушение на Ричарда Никсона   | англ. The Assassination of Richard Nixon           | исполнительный продюсер | [ 56 ]        |
| 2007 | Одиннадцатый час                                 | англ. The 11th Hour                                | продюсер                | [ 34 ]        |
| 2007 | Садовник Эдема                                   | англ. Gardener of Eden                             | продюсер                | [ 57 ]        |
| 2009 | Дитя тьмы                                        | англ. Orphan                                       | продюсер                | [ 58 ]        |
| 2011 | Красная Шапочка                                  | англ. Red Riding Hood                              | продюсер                | [ 59 ]        |
| 2011 | Мартовские иды                                   | англ. The Ides of March                            | исполнительный продюсер | [ 60 ]        |
| 2013 | Va-банк                                          | англ. Runner, Runner                               | продюсер                | [ 61 ]        |
| 2013 | Из пекла                                         | англ. Out of the Furnace                           | продюсер                | [ 62 ]        |
| 2013 | Волк с Уолл-стрит                                | англ. The Wolf of Wall Street                      | продюсер                | [ 63 ]        |
| 2014 | Вирунга                                          | англ. Virunga                                      | исполнительный продюсер | [ 64 ]        |
| 2015 | Ловля солнца                                     | англ. Catching the Sun                             | исполнительный продюсер | [ 65 ]        |
| 2015 | Скотозаговор                                     | англ. Cowspiracy                                   | исполнительный продюсер | [ 66 ]        |
| 2016 | Игра со слоновой костью                          | англ. The Ivory Game                               | исполнительный продюсер | [ 67 ]        |
| 2016 | Когда сталкиваются два мира                      | When Two Worlds Collide                            | исполнительный продюсер |               |
| 2016 | Пластиковый океан                                | A Plastic Ocean                                    | исполнительный продюсер |               |
| 2016 | До потопа                                        | англ. Before the Flood                             | продюсер                | [ 68 ]        |
| 2016 | Закон ночи                                       | англ. Live by Night                                | продюсер                | [ 69 ]        |
| 2016 | Истерия                                          | англ. Delirium                                     | продюсер                | [ 70 ]        |
| 2018 | Робин Гуд: Начало                                | англ. Robin Hood                                   | продюсер                | [ 71 ]        |
| 2018 | Борьба: жизнь и утраченное искусство Шукальского | англ. Struggle: The Life and Lost Art of Szukalski | продюсер                | [ 72 ]        |
| 2019 | Море теней                                       | Fin                                                | исполнительный продюсер |               |
| 2019 | Дело Ричарда Джуэлла                             | англ. Richard Jewell                               | продюсер                | [ 73 ]        |
| 2019 | Курс на экологичность                            | англ. And We Go Green                              | продюсер                | [ 74 ]        |
| 2019 | Лёд в огне                                       | Ice on Fire                                        | продюсер                |               |
| 2020 | Парни что надо                                   | The Right Stuff                                    | исполнительный продюсер |               |
| 2021 | Дитя девяностых                                  | англ. Kid 90                                       | исполнительный продюсер | [ 75 ]        |
| 2021 | Самый одинокий кит                               | англ. The Loneliest Whale: The Search for 52       | исполнительный продюсер | [ 76 ]        |
| 2021 | Плавник                                          |                                                    | исполнительный продюсер |               |
| 2021 | Конец                                            | англ. Fin                                          | исполнительный продюсер | [ 77 ]        |
| 2022 | Сияющие                                          | Shining Girls                                      | исполнительный продюсер |               |
| 2022 | Путь пантеры                                     | Path of the Panther                                | исполнительный продюсер |               |
| 2023 | Убийцы цветочной луны                            | англ. Killers of the Flower Moon                   | продюсер                |               |

## Телевидение
| Год(ы)    | Русское название                              | Оригинальное название                         | Роль                       | Примечания                                                               | Ссылки               |
| --------- | --------------------------------------------- | --------------------------------------------- | -------------------------- | ------------------------------------------------------------------------ | -------------------- |
| 1989      | Новые приключения Лесси                       | англ. The New Lassie                          | Глен                       | 2 эпизода                                                                | [ 78 ] [ 79 ]        |
| 1990      | Клуб Микки Мауса                              | англ. The Mickey Mouse Club                   | Алекс                      | эпизод «Улица безопасная, улица умная» (англ. Street Safe, Street Smart) | [ 80 ] [ 81 ]        |
| 1990      | Изгои                                         | англ. The Outsiders                           | Мальчишка-боевой скаут     | эпизод «Пилот» (англ. Pilot)                                             | [ 17 ]               |
| 1990      | Санта-Барбара                                 | англ. Santa Barbara                           | юный Мейсон Кепвелл        | 5 эпизодов                                                               | [ 17 ]               |
| 1990-1991 | Родители                                      | англ. Parenthood                              | Гарри Бакман               | 12 эпизодов                                                              | [ 17 ]               |
| 1991      | Розанна                                       | англ. Roseanne                                | одноклассник Дарлин        | эпизод (англ. Home-Ec) (нет в титрах)                                    | [ 17 ]               |
| 1991-1992 | Проблемы роста                                | англ. Growing Pains                           | Люк Брауэр                 | 23 эпизода                                                               | [ 17 ]               |
| 2008-2010 | Гринсберг                                     | англ. Greensburg                              | —                          | исполнительный продюсер и соавтор                                        | [ 82 ] [ 83 ]        |
| 2014      | Saturday Night Live                           | англ. Saturday Night Live                     | играет самого себя (камео) | эпизод «Джона Хилл / Bastille»                                           | [ 84 ]               |
| 2018      | Люди, которые построили Америку: Пограничники | англ. The Men Who Built America: Frontiersmen | —                          | исполнительный продюсер                                                  | [ 85 ]               |
| 2020      | Грант                                         | англ. Grant                                   | —                          | исполнительный продюсер                                                  | [ 86 ]               |
| 2020      | Парни что надо                                | англ. The Right Stuff                         | —                          | исполнительный продюсер                                                  | [ 87 ] [ 88 ]        |
| 2020      | Чей голос имеет значение, объяснено           | англ. Whose Vote Counts, Explained            | рассказчик                 | эпизод «Право голоса» (англ. The Right to Vote)                          | [ 89 ]               |
| 2021      | Титаны, построившие Америку                   | англ. The Titans That Built America           | —                          | исполнительный продюсер                                                  | [ 90 ]               |
| 2022      | Теодор Рузвельт                               | англ. Theodore Roosevelt                      | —                          | исполнительный продюсер                                                  | [ 91 ] [ 92 ] [ 93 ] |